# Белорусско-украинские отношения

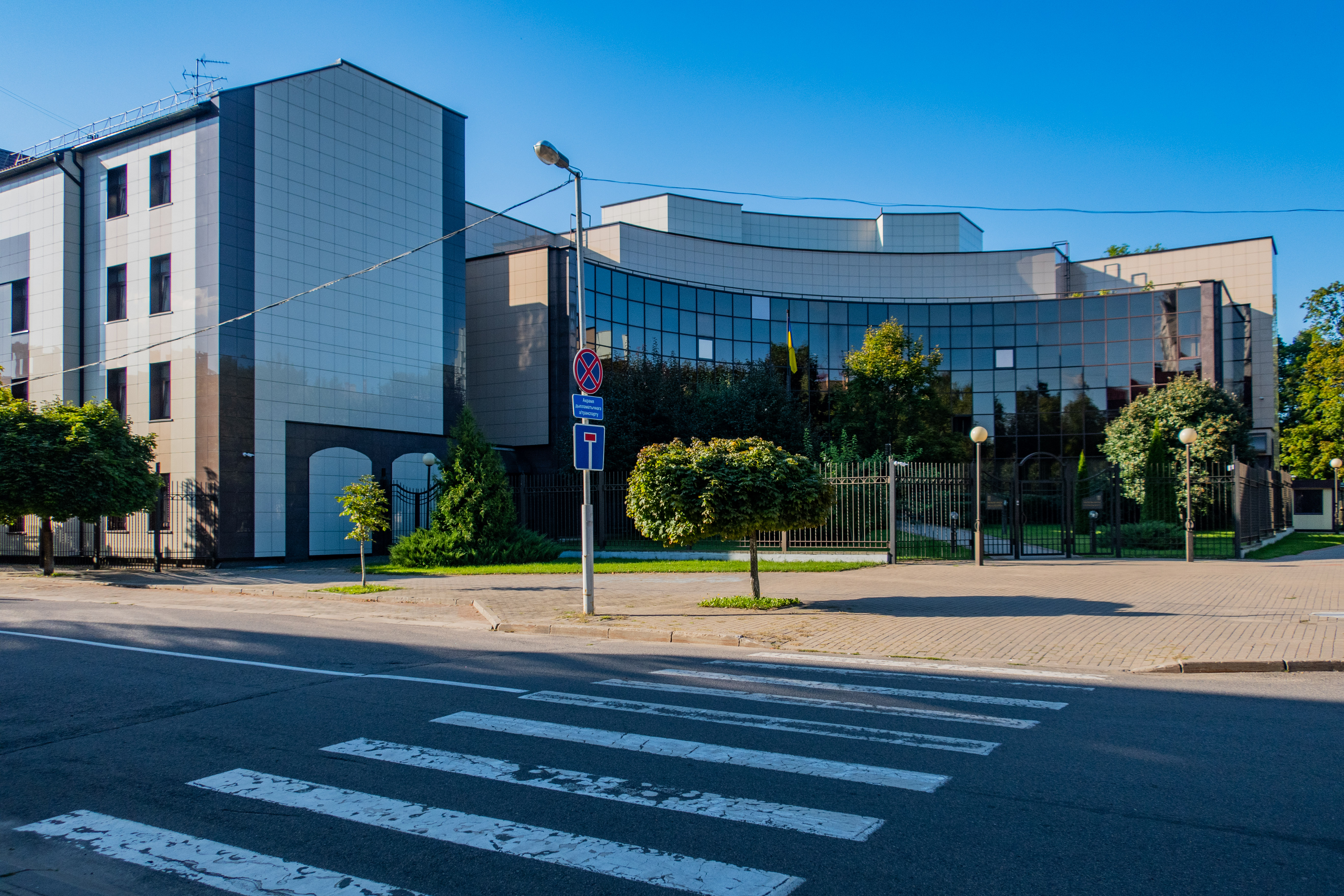
Посольство Украины в Минске

Дипломатические отношения между Республикой Беларусь и Украиной были установлены 27 декабря 1991 года. 30 июня 1992 года, было открыто посольство Украины в Республике Беларусь, 12 октября 1993 года — посольство Республики Беларусь в Киеве. В 2004 году консульский пункт посольства Украины в Бресте был преобразован в Генеральное консульство Украины.

## Украинско-белорусские отношения до XX века
С древнейших времен украинцев и белорусов объединяют общие исторические корни. Тесные связи земель, населённых предками нынешних украинцев и белорусов, существовали и в эпоху Киевской Руси, и в литовский период истории Украины.
Белорусы активно участвовали в общественно-политической жизни Украины, вместе с украинцами выступали в народных восстаниях против чужеземных завоевателей. Немало белорусов было среди запорожских казаков, в войсках Богдана Хмельницкого в период Украинской освободительной войны. После раздела Речи Посполитой между Россией, Австрией и Пруссией в конце XVIII века большинство украинских и белорусских земель оказалось под властью Российской империи.

## Белорусско-украинские дипломатические контакты в 1917—1920 годах

### В период Украинской Народной Республики при Центральной раде

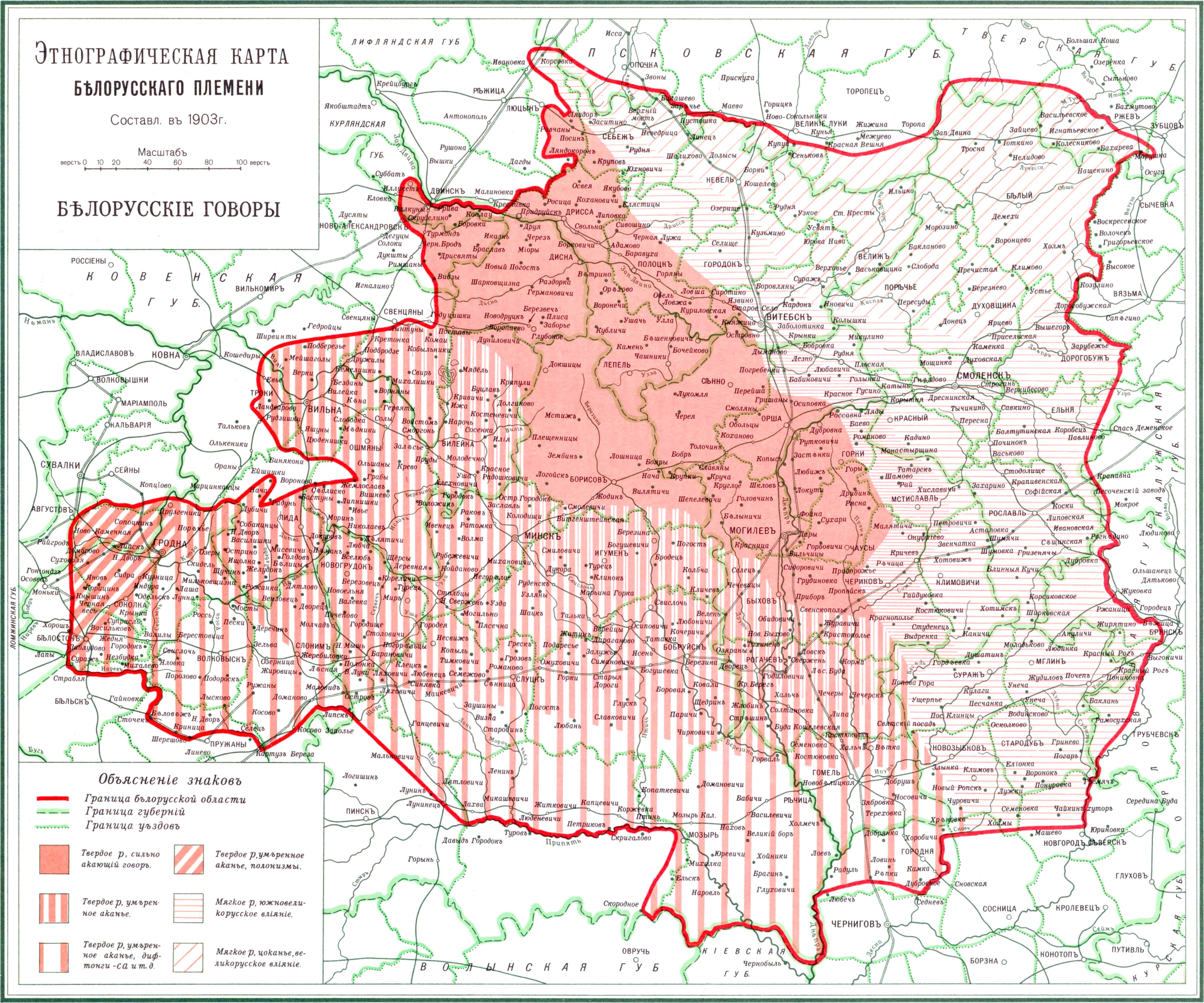
Этнографическая карта белорусов (профессор Евфимий Карский, 1903), которой руководствовалась делегация БНР на белорусско-украинских переговорах в апреле 1918 года

Официальные белорусско-украинские отношения начали устанавливаться в конце 1917 года, когда комиссар юстиции и внутренних дел Великой белорусской рады Язеп Варонка обратился к исполкому Украинской Центральной рады с просьбой предоставить ему возможность ознакомиться с её деятельностью в период с марта по декабрь 1917 года. В дальнейшем данная информация сыграла не последнюю роль при подготовке решений Всебелорусского съезда.
Идея создания самостоятельного белорусского государства была выдвинута в декабре 1917 года частью делегатов Всебелорусского съезда в Минске, но съезд был разогнан большевиками. 21 февраля 1918 года, в условиях возобновившегося наступления немецких войск, исполком Рады Всебелорусского съезда своей I Уставной грамотой объявил себя временной властью на белорусских землях и образовал правительство (Народный секретариат). 9 марта, уже при немецкой оккупации, Рада Белорусской Народной Республики II Уставной грамотой провозгласила создание Белорусской Народной Республики (БНР) в границах белорусской этнографической территории, которая 25 марта III Уставной грамотой была провозглашена свободным самостоятельным государством.
В апреле 1918 года в Киев отправилась первая дипломатическая миссия БНР в составе членов Рады БНР Александра Цвикевича, Симона Рак-Михайловского и Павла Тремповича. Уже в Киеве к ним присоединились председатель местной белорусской народной организации «Зорка» Иван Красковский и, в качестве консультантов, старшина белорусской организации на территории Украины И. Курилович и профессор Митрофан Довнар-Запольский. В круг задач данной делегации входило налаживание контактов с украинскими властями, попытка получения финансовой помощи и помощи в организации белорусских вооружённых формирований на Украине и мобилизации в них жителей Белоруссии, а также достижение дипломатического признания со стороны Украинской Народной Республики. Кроме того, у членов делегации вызвало озабоченность размещение на территории Украины II Польского корпуса и, согласно её данным, желание украинских властей передислоцировать его на территорию Белоруссии для соединения с I Польским корпусом под командованием Иосифа Довбор-Мусницкого, что поставило бы под угрозу белорусскую государственность. Также оставался нерешённым вопрос о спорных территориях на белорусско-украинском пограничье, возникший в феврале 1918 года в результате передачи Центральными державами Украине западной части белорусского Полесья, что противоречило положениям III Уставной грамоты БНР.
5-6 апреля белорусская делегация была неофициально принята главой Украинской Центральной рады Михаилом Грушевским, военным министром УНР Александром Жуковским, и. о. министра иностранных дел УНР Николаем Любинским и министром внутренних дел УНР Михаилом Ткаченко. Украинские политики в целом позитивно отреагировали на содержание III Уставной грамоты БНР, выразив заинтересованность в создании дружественного и нейтрального государства на своих границах, однако независимость БНР не признали.

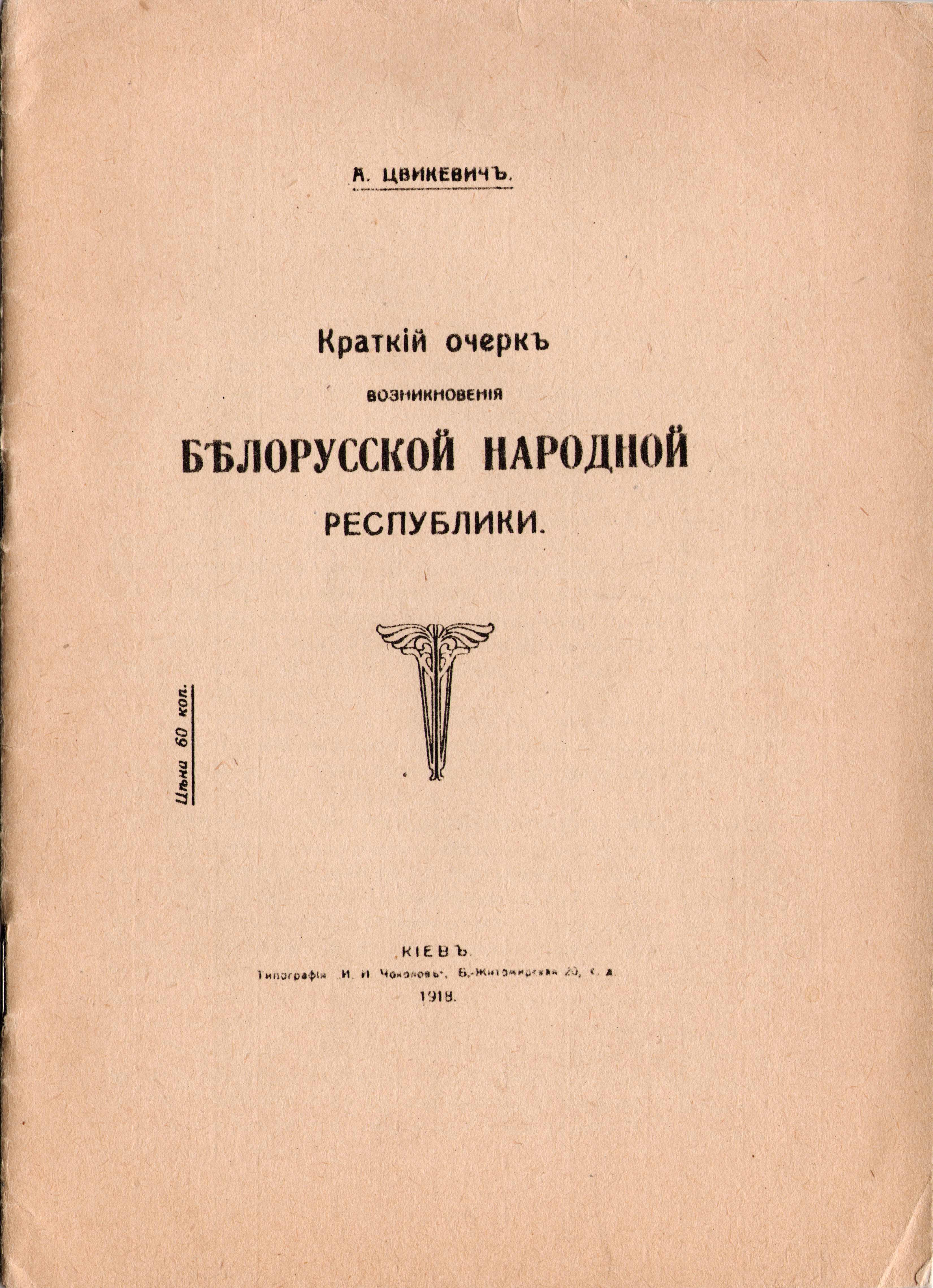
«Краткий очерк возникновения Белорусской Народной Республики» — издан Александром Цвикевичем в Киеве в 1918 году

В то же время, несмотря на отсутствие официального признания со стороны УНР, начался процесс определения будущей украинско-белорусской границы. Так, в середине апреля Цвикевич направил Министерству иностранных дел УНР заявление, в котором белорусская сторона обосновывала своё несогласие с установленной между республиками границей и предлагала украинской стороне создать специальную комиссию, которая совместно с белорусской делегацией решила бы эту проблему. В ответ Украина создала подобную комиссию во главе с членом УЦР Лихнякевичем, однако украинская сторона отказалась брать за основу территориального разграничения этнографическую карту Ефимия Карского и предложения Довнар-Запольского, ссылаясь на карты, составленные немецким генштабом, и ставила под сомнение претензии БНР на Западное Полесье, указывая, что данную территорию УНР получила согласно Брест-Литовскому договору, заключённому до получения Белоруссией правосубъектности в международных отношениях. В связи с оглашением подобной позиции и исходя из возможности воспользоваться в интересах Белоруссии противоречиями между Германией и Россией, которые не были заинтересованы в усилении Украины и Польши, профессор Довнар-Запольский предположил, что для белорусов более выгодным будет вынесение вопроса о границах на рассмотрение международных конференций с участием великих держав. Он предложил своим коллегам изменить тактику, прибегнув к затягиванию переговорного процесса, но в то же время особо не обостряя отношения с УНР, что могло бы навредить единой позиции республик в отношениях с советской Россией. Это предложение было поддержано белорусской делегацией, но ответом Украины на неё стало ультимативное требование признания принадлежности УНР железной дороги Пинск—Гомель. После этого белорусская делегация отстранилась от переговоров, сославшись на «болезнь» Цвикевича и отсутствие связи с Минском, но подготовила проект «Предварительного договора между УНР и БНР в вопросе государственных границ», который, однако, так и не был рассмотрен ввиду произошедшего на Украине Гетманского переворота.
Переговоры по экономическому направлению оказались не очень успешными. Так, белорусская сторона не смогла заручиться финансовой помощью Белорусской республике со стороны УНР, однако была достигнута договорённость о создании отдельного органа, который должен был заниматься регулированием торговых отношений между Украиной и Белоруссией, что стало предпосылкой к заключению полноценного торгового соглашения.
Также белорусские представители пытались через УЦР войти в контакт с представителями Советской России, использовав для этого запланированные на май 1918 года переговоры между УНР и Советской Россией в Курске. Одновременно с этим решилась проблема II Польского корпуса, который в мае был разоружён немцами под Каневом.

### В период Украинской державы
Прогресс в белорусско-украинских отношениях наступил с установлением на Украине режима Украинской державы во главе с гетманом Павлом Скоропадским. Белорусская делегация была принята министром внутренних дел Украинской державы Фёдором Лизогубом и министром иностранных дел Украинской державы Дмитрием Дорошенко. По итогам переговоров украинское правительство предоставило финансовую помощь Белорусской комиссии по делам беженцев и дало согласие на создание в Киеве Белорусского концентрационного этапного пункта для возвращавшихся из России белорусских беженцев и Белорусского торгового представительства, которое возглавил профессор Митрофан Довнар-Запольский. Началось издание газет «Белорусское эхо» и «Белорусское слово».
В дипломатической плоскости прогресс выразился во взаимном открытии консульств. В мае 1918 года открылось консульство БНР в Киеве, которое 29 июня возглавил Павел Тремпович, а в августе — консульство в Одессе во главе с Степаном Некрашевичем. Украинская держава, в свою очередь, открыла консульство в Минске во главе с Анатолием Квасницким и консульство в Орше во главе с Константином Ильченко, что вызвало протест Германии. Также в этот период при содействии Белорусского торгового представительства были заключены договоры о поставках из Белоруссии на Украину древесины и сахара и встречных поставках зерна. 1 июня 1918 года на заседании делегации Народного секретариата БНР на Украине впервые было озвучено предложение украинской стороны об установлении федеративных отношений между Белоруссией и Украиной, что вызвало бурную дискуссию среди белорусских делегатов, которые так и не смогли по этому поводу принять никакого конкретного решения. В июле Киев посетил премьер-министр БНР Роман Скирмунт.

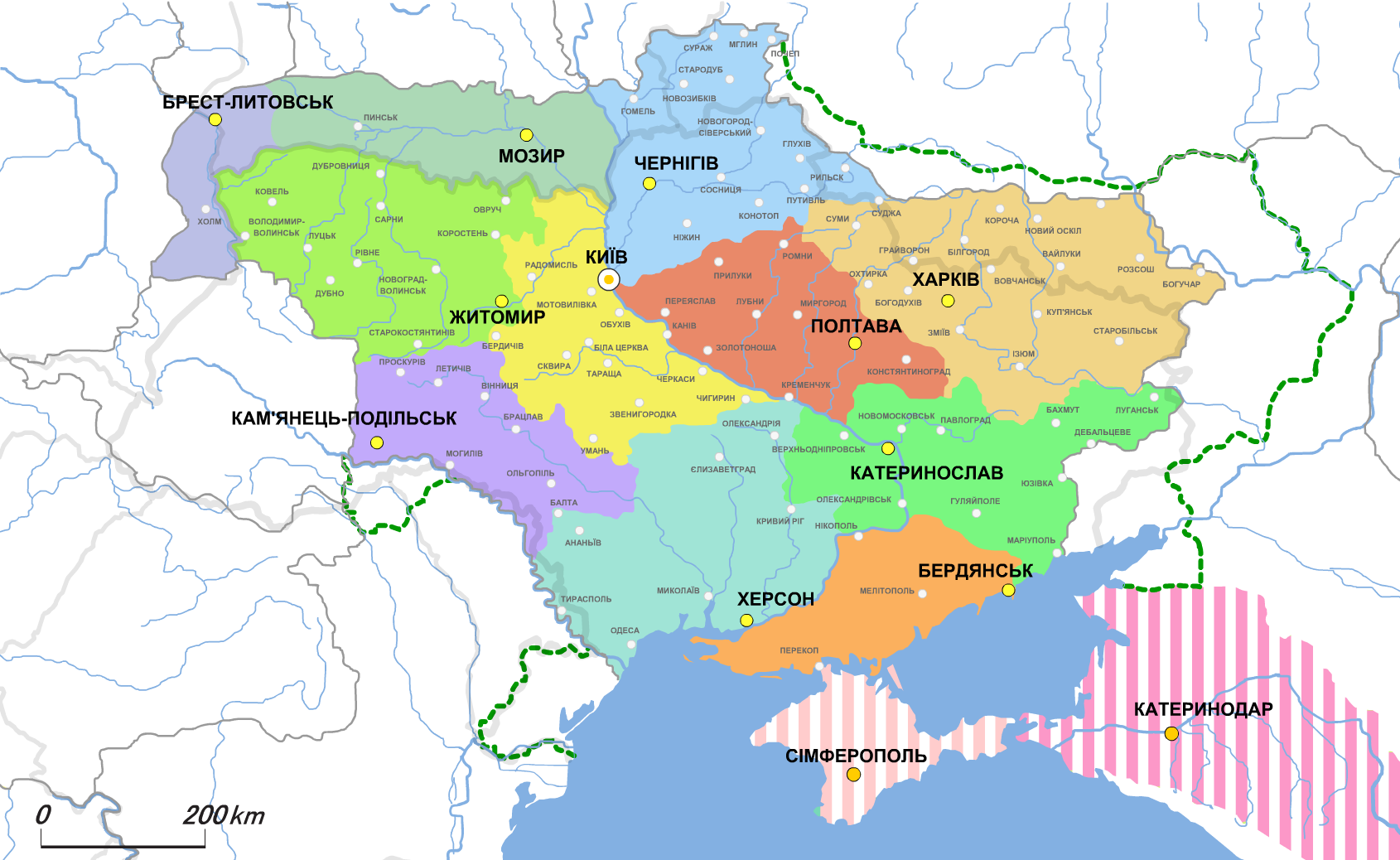
Административно-территориальное деление Украинской державы:
Полесский округ

На фоне данных успехов неразрешённым оставался вопрос белорусско-украинской границы. Правительство Павла Скоропадского образовало Полесский округ, включавший в свой состав и белорусские уезды. На этой территории началась системная украинизация, что вызвало протест представителей Союза землевладельцев Пинского, Мозырского, Речицкого и Гомельского уездов, которые обратились к Народному секретариату БНР с просьбой оказать поддержку белорусскому населению указанных территорий. Гетманат, однако, не спешил возобновлять переговоры по этому поводу. Подобная позиция украинского правительства вместе с наметившимся правительственным кризисом в самой БНР сделали дальнейшее присутствие белорусской делегации лишённым смысла, и она вернулась в Минск.
Следующая делегация БНР прибыла в Киев 22 сентября 1918 года. Её возглавил Антон Луцкевич, а в её состав вошли Фёдор Бурчак, Александр Капустинский, Язеп Варонка, Антон Овсяник и Лявон Леущенко. К приезду её побудила растущая угроза экспансионистских планов большевиков, воплощенных в идее «Мировой революции». Ответом на неё и единственным шансом сохранить свою государственность лидеры БНР видели создание федерации с ближайшими соседями. На повестке дня у делегации стояли планы создания украинско-белорусского союза, который должен был состояться на основе выработки единых таможенных правил, соблюдения обоюдно согласованного курса во внешней политике и создания украинско-белорусских вооружённых сил, но при условии сохранения двух территориальных армий. Белорусы провели встречи с рядом украинских министров, часть из которых выразила благосклонное отношение к этой идее. Министру иностранных дел Украинской державы Дмитрию Дорошенко в ходе этих встреч был передан тайный меморандум с просьбой к гетманскому правительству о представлении интересов белорусов в Берлине и ведении переговоров с Германией об условиях признания белорусской государственности и поддержки создания белорусских военных формирований. После этого, 9 октября, делегация была принята гетманом Украины Павлом Скоропадским, который на словах подтвердил признание де-факто независимости Белоруссии и обещал ускорить принятие решения о формальном признании независимости БНР украинским Советом министров. Однако в связи с отсутствием конкретных шагов со стороны Украины члены делегации Совета народных министров БНР 5 ноября оставили Киев, так и не добившись признания белорусской независимости де-юре, а БНР взяла курс на создание федерации с Литвой.
Несмотря на отсутствие прогресса в решении политических вопросов, очень важным следствием белорусско-украинского сотрудничества стало предоставление БНР украинского займа в размере 300 000 рублей. Именно эта помощь позволила развить дальнейшею дипломатическую деятельность БНР — из неё финансировались поездки белорусской делегации во главе с Антоном Луцкевичем в Париж во время мирной конференции и дальнейшая работа Дипломатической миссии БНР в Берлине.

### В период Украинской Народной Республики при Директории

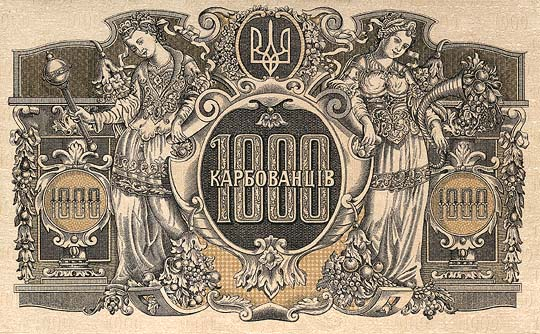
1000 украинских карбованцев того периода

После победы Антигетманского восстания на Украине и восстановления Директорией Украинской Народной Республики, 22 ноября 1918 года в Киев прибыла очередная миссия БНР во главе с Александром Цвикевичем. Её целями были установление контактов с новым украинским правительством, поддержание торговых отношений и получение кредита от правительства УНР. В данных вопросах делегация добилась успеха — в январе 1919 года правительство УНР, несмотря на острую нехватку средств, удовлетворило просьбу правительства БНР о предоставлении ему беспроцентного кредита в размере 4 000 000 карбованцев и предложило обменяться дипломатическими представительствами. Последнее не было реализовано ввиду активизации боевых действий.
В мае 1919 года, в связи с растущим недоверием тогдашнего главы правительства БНР Антона Луцкевича в отношении литовских союзников, белорусы в очередной раз активизировали украинское направление своей политики. В рамках этого процесса в июле в Киев снова была направлена делегация во главе с Александром Цвикевичем (уже в ранге чрезвычайного и полномочного посла) и специальный курьер правительства БНР Алексюк для получения последней части украинского кредита — 1 500 000 карбовацев, а в одном из пунктов отправленной в Париж «Инструкции для дипломатической делегации на мирной конференции» указывалось:
Особенно тесный контакт поддерживать с украинцами. Поставить вопрос о возможности военного союза с Украиной. В зависимости от позиции литовцев, потенциально быть готовыми к обсуждению с украинцами возможности использования такого союза для дальнейшего воплощения идеи белорусско-украинской федерации
Специальный курьер добралась в Каменец-Подольский — временную столицу УНР — и справилась с поставленной задачей в июле-августе, но белорусская делегация в связи с боевыми действиями смогла туда прибыть только в октябре. По прибытии их полномочия были признаны руководством УНР, и они были приняты председателем Директории УНР Симоном Петлюрой. В свою очередь, правительство УНР назначило посла при правительстве БНР, однако наступление деникинцев помешало дальнейшему установлению связей между республиками.
Хотя Варшавский договор, заключённый между УНР и Польской Республикой в апреле 1920 года, не учитывал интересов БНР, её правительство с помощью Украины надеялось весной 1920 года найти взаимопонимание с Польшей, настаивавшей на федерации Белоруссии с Литвой. В сентябре 1920 года, во время наступления польско-украинских войск и поражений Красной армии, посол УНР в Латвии, Эстонии и Финляндии Владимир Кедровский сообщал министру иностранных дел УНР Андрею Никоновскому о стремлении белорусов к военно-политическому союзу, но подписание польско-советского Рижского договора не позволило реализовать эти планы.
Во время переговоров в Риге между польской и советскими делегациями об условиях прелиминарного мирного соглашения в октябре 1920 года делегация БНР пыталась согласовать свою позицию с галицкими украинцами, которые тоже прибыли в Латвию выразить свое возмущение дискриминационными для белорусов и украинцев условиями договора. Обе делегации выступили с совместным заявлением, осуждающим политику Москвы и Варшавы, которое было проигнорировано.

### Отношения между советскими республиками

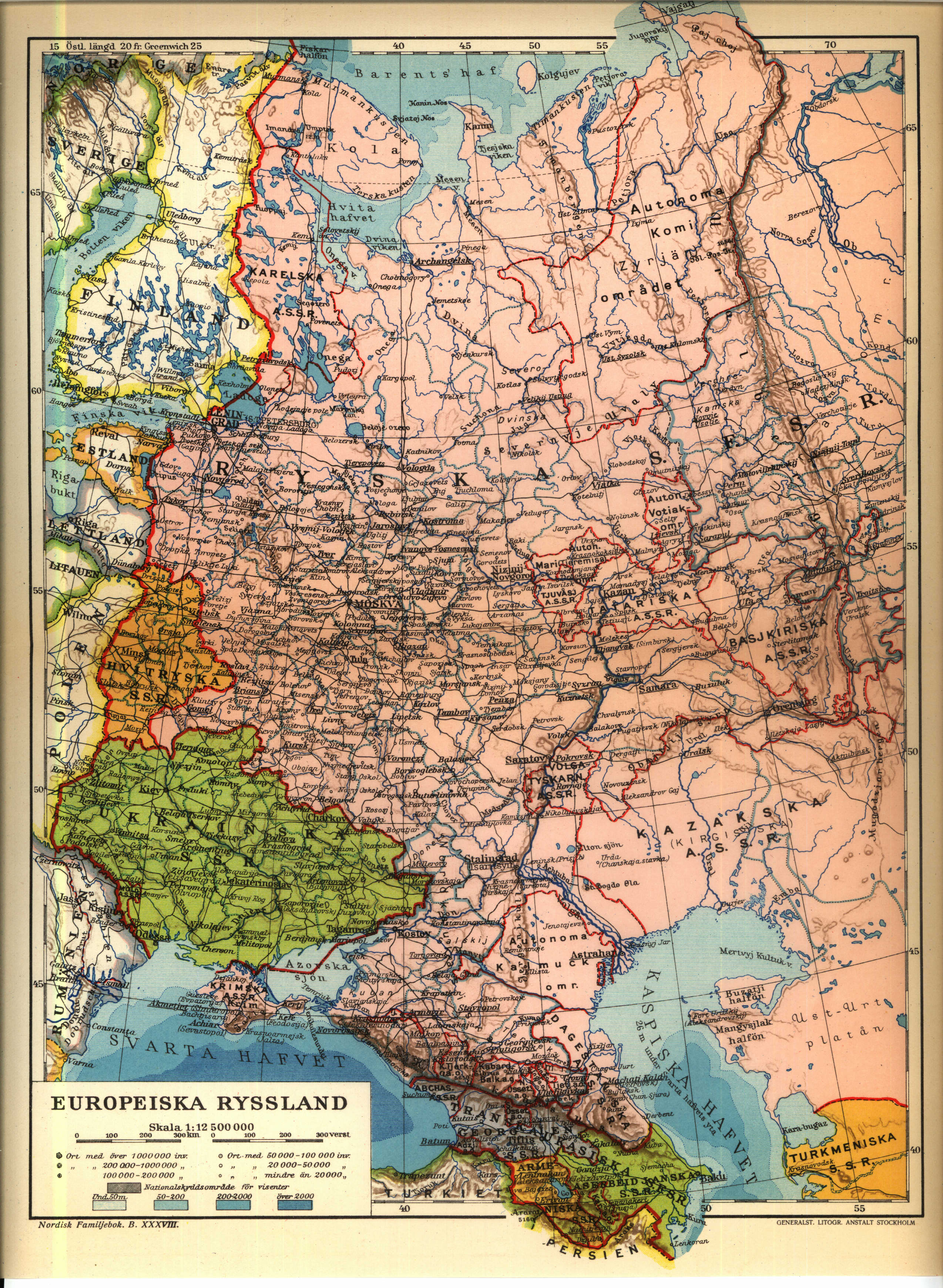
РССБ и УССР на шведской карте европейской части СССР 1926 года

30 декабря 1922 года между Украинской ССР, ССР Белоруссии, РСФСР и ЗСФСР был заключён Договор об образовании СССР.

## Постсоветский период
По заявлениям украинских и белорусских политиков, Украину и Белоруссию объединяет очень многое — история, культура, родственные связи, отсутствие «имперских амбиций». Белорусы и украинцы веками жили бок о бок в мире и согласии.
История содержит убедительные примеры взаимной поддержки и взаимопомощи украинцев и белорусов в различных сферах общественной жизни, на переломных и ключевых вехах их национального развития. Неслучайно одним из первых межгосударственных документов ещё Советской Украины в рамках Союза ССР был Договор между Украинской ССР и Белорусской ССР от 29 декабря 1990 года.
Буквально через год, 27 декабря 1991 года, между получившими самостоятельность Украиной и Белоруссией были установлены дипломатические отношения. 30 июня 1992 года было открыто посольство Украины в Республике Беларусь, а 12 октября 1993 года — посольство Республики Беларусь в Киеве. В 2004 году консульский пункт посольства в Бресте был преобразован в Генеральное консульство Украины.
17 августа 1995 года, во время официального визита на Украину президента Республики Беларусь Александра Лукашенко, был заключён Договор о дружбе, добрососедстве и сотрудничестве между Украиной и Белоруссией, закрепивший развитие украинско-белорусских межгосударственных отношений на основе взаимного уважения, доверия и согласия, руководствуясь при этом принципами уважения государственного суверенитета, равноправия и невмешательства во внутренние дела друг друга, а также другими общепризнанными принципами и нормами международного права. Украина и Белоруссия признали нерушимость существующих между ними государственных границ и подтвердили, что не имеют никаких территориальных претензий друг к другу и не будут выдвигать таких претензий в будущем. Основываясь на этих принципах, 12 мая 1997 года в Киеве был подписан бессрочный Договор между Украиной и Республикой Беларусь о государственной границе.
2005—2010
В ходе президентских выборов на Украине 2004 года президент Белоруссии А. Лукашенко никак не проявлял своего отношения к основным кандидатам на пост президента, а после победы Виктора Ющенко попытался занять позицию подчёркнуто доброжелательного нейтралитета. В то же время события на Украине вызвали самый живой интерес у представителей белорусской оппозиции, многие из которых побывали в Киеве и приняли участие в «оранжевой революции».
Однако Виктор Ющенко практически сразу после своей победы стал заявлять, что «украинский опыт защиты своих прав может быть актуальным для каждой страны, где права человека растоптаны», имея в виду Белоруссию. В начале апреля 2005 года Виктор Ющенко в Вашингтоне подписал совместное украинско-американское заявление «Повестка нового века для украинско-американского стратегического партнёрства», выразив готовность продвигать свободу в странах с недемократическими режимами: «Мы подтверждаем свою приверженность совместной работе … по поддержке продвижения свободы в таких странах, как Белоруссия и Куба». Лукашенко немедленно заявил в ответ: «Подписание соответствующего заявления — фактически вмешательство во внутренние дела суверенного государства». По его словам, Белоруссия намерена решать свои проблемы самостоятельно — кроме того, он напомнил о «государственном долге Украины», образовавшемся ещё в 1992 году в результате неисполнения украинскими компаниями коммерческих обязательств и, по разным оценкам, составлявшем свыше 100 млн долларов. Министерство иностранных дел Украины утверждало, однако, что неурегулированных государственных долгов Украины перед Республикой Беларусь не существует вообще с тех пор, как в 2001 году была проведена реструктуризация государственного долга Украины перед официальными кредиторами в рамках Парижского клуба кредиторов.
Положение усугублялось намерением украинского руководства сохранить тесные связи с белорусской оппозицией. Украинская гражданская организация «Пора» призывала запретить Лукашенко въезд на Украину и пересмотреть украинско-белорусские отношения, а молодёжная организация «Национальный альянс» заключила соглашение о сотрудничестве с оппозиционным белорусским «Молодым фронтом». 26 апреля 2005 года её представители приняли участие в оппозиционной акции в Минске, были задержаны милицией и приговорены к тюремному заключению за нарушение общественного порядка. Инцидент перерос в серьёзный дипломатический скандал.
20 января 2009 года в Чернигове состоялась первая за четыре года президентства Ющенко его встреча с Александром Лукашенко, на которой обсуждались вопросы экономического сотрудничества. Итогом переговоров стало подписание пакета документов, в том числе меморандумов о сотрудничестве в сфере энергетики, между правительствами и национальными банками. Было решено, что Белоруссия возобновит закупки украинской электроэнергии и построит сети электропередачи для её транзита в Прибалтику. Кроме того, Лукашенко поддержал идею создания евроазиатского нефтяного коридора для прокачки нефти по трубе Одесса-Броды в страны Балтии и Польшу. В присутствии журналистов Лукашенко поблагодарил Ющенко: «Я хотел бы поблагодарить вас за ту колоссальную поддержку, которую вы оказывали на различных уровнях, встречаясь с европейцами и американцами. То, что сегодня налажен диалог между Белоруссией и Западом, в этом есть и ваша заслуга». В 2008 году Лукашенко действительно стал налаживать отношения с ЕС и почти полностью отказался от заявлений против Запада. Незадолго до парламентских выборов в сентябре 2008 года были освобождены лидеры белорусской оппозиции. В ответ ЕС снял санкции с Лукашенко, а в январе 2009 года МВФ выделил Белоруссии в кредит 2,5 млрд долларов.
В мае 2009 года Белоруссия и Украина совместно с Азербайджаном, Арменией, Грузией и Молдавией вошли в «Восточное партнёрство» — проект Европейского союза.
2010—2014
29 апреля 2010 года в Минске состоялась встреча Лукашенко с президентом Украины Виктором Януковичем. По сообщениям белорусских и украинских СМИ, основными вопросами, которые обсуждались на встрече, были последствия Чернобыльской катастрофы, приграничного сотрудничества и торговли, вступление Белоруссии в Совет Европы.
3 июня 2011 года МИД Украины отправил в отставку посла в Белоруссии Романа Бессмертного. После выхода в отставку Бессмертный несколько раз выступал в СМИ с критикой белорусского руководства. В июне 2011 года Белоруссия выслала из страны двух украинских дипломатов — атташе по вопросам обороны и военного атташе; в ответ с Украины был выслан белорусский дипломат.
7 октября 2013 года, за полтора месяца до Евромайдана, А. Лукашенко принял премьер-министра Украины Николая Азарова в Минске. На встрече Лукашенко заявил: «То, что Украина подписывает соглашение об ассоциации с Евросоюзом, это факт, который практически произошел, если верить заявлениям Брюсселя и Киева. Поэтому мы также должны подходить к этому так, чтобы Украина, как суверенное, независимое государство, выбрала этот путь и решила заключить это соглашение. Если честно, я не вижу никаких проблем в этом шаге к сотрудничеству с Евросоюзом».
2014—2019
2019—2024
В августе 2020 года отношения между Украиной и Белоруссией резко обострились в связи со вспыхнувшими в Белоруссии массовыми протестами, вызванными очередными президентскими выборами, на которых, согласно официальным итогам, вновь победил Александр Лукашенко. Украина вслед за Евросоюзом и США ввела санкции против Белоруссии.
17 августа 2020 года впервые в истории двусторонних отношений Украина отозвала своего посла из Белоруссии на консультации для оценки перспектив украинско-белорусских отношений в новой реальности. 28 августа глава украинского МИДа Дмитрий Кулеба заявил, что Украина приостановила все контакты с Белоруссией и возобновит их, только когда убедится, что они не принесут репутационного, политического или морального ущерба Украине.
Действия Украины вызвали гневную ответную реакцию. В официальном заявлении Министерства иностранных дел Белоруссии подчёркивалось, что украинские власти даже не пытаются закамуфлировать несамостоятельность в принятии своих внешнеполитических решений.
5 сентября посол Украины вернулся в Белоруссию.
26 мая 2021 года Украина присоединилась к числу стран, принявших решение о запрете авиакомпаниям и самолётам выполнять полеты в воздушном пространстве Белоруссии (см. Инцидент с посадкой Boeing 737 в Минске, произошедший 23 мая 2021 года). Кроме того, инцидент с вынужденной посадкой лайнера Ryanair позволил украинскому руководству вновь вернуться к идее о переносе переговорной площадки по донбасскому урегулированию из Минска в одну из европейских столиц.
Осенью 2021 года власти Украины, опасаясь распространения миграционного кризиса на границе Белоруссии со странами ЕС на её территорию, занялись усилением границы. Был анонсирован масштабный проект строительства «интеллектуальной границы» с Белоруссией и РФ.
В феврале 2022 года на территории Белоруссии в связи с совместными российско-белорусскими учениями «Союзная решимость-2022» были размещены войска РФ. Учения должны были продлиться до 20 февраля, но в последний момент были продлены «в связи с нарастанием военной активности у внешних границ Союзного государства и обострением ситуации на Донбассе». 24 февраля 2022 года в ходе начала вторжения России на Украину эти войска пересекли белорусско-украинскую границу для захвата украинских территорий, в частности, Чернобыльской зоны отчуждения. Кроме того, территория Белоруссии использовалась в качестве плацдарма для ракетных ударов по Украине.
1 марта 2022 года президент Белоруссии Александр Лукашенко подтвердил факт ведения боевых действий российскими войсками с территории Белоруссии, назвав это «упреждающим ударом», обвинив украинскую сторону в якобы подготовке ракетного удара по российским войскам в Гомеле и Мозыре. Вооруженные силы Белоруссии, по его словам, не принимают участия во вторжении.
19 марта 2022 года посол Белоруссии в Украине Игорь Сокол и 11 сотрудников белорусского посольства покинули территорию Украины через пункт пропуска на границе с Молдовой.
23 марта 2022 года Министерство иностранных дел Белоруссии заявило о закрытии генерального консульства Украины в Бресте, а также о сокращении дипломатического состава Украины до 5 человек. 25 марта Министерство иностранных дел Украины объявило о симметричном сокращении штата посольства Белоруссии в Киеве.
18 апреля 2023 года Украина выразила протест по поводу встречи главы ДНР Дениса Пушилина с президентом Белоруссии Александром Лукашенко. Украина назвала встречу, на которой обсуждались пути стимулирования торговли, откровенно недружественным актом со стороны Белоруссии.
- Лукашенко о событиях в Украине в 2022 году
- Лукашенко о руководстве Украины в 2022 году
- Обращение Лукашенко к Зеленскому в 2022 году
- Лукашенко об Украине в 2022 году

### Крым
24 марта 2014 года президент Белоруссии Александр Лукашенко заявил: Крым — это фактически Россия, от того, «признавать или не признавать этот факт, ничего не изменится». 3 сентября 2018 года министр иностранных дел Белоруссии Владимир Макей сказал, что страна пытается придерживаться нейтральной позиции по данному вопросу.
10 ноября 2021 года министр иностранных дел Белоруссии Владимир Макей заявил, что, хотя позиция Минска по Крыму остается неизменной, там осознают, что в реальности полуостров является частью России.
1 декабря Александр Лукашенко в интервью агентству РИА Новости признал Крым российским де-факто и де-юре: «Мы все понимали, что Крым де-факто — это российский Крым. После референдума и де-юре Крым стал российским». Лукашенко заявил, что поездка в Крым вместе с президентом России Владимиром Путиным будет означать признание Крыма российской территорией: «Моё посещение Крыма, на что имею полнейшее право, под чьим бы он там протекторатом, руководством и чей бы ни был Крым — это и мой Крым. У нас определённая договорённость с Путиным, что мы в Крыму побудем». Лукашенко заявил также, что у Белоруссии развязаны руки в вопросе полётов в Крым и компания «Белавиа» начнёт совершать рейсы туда, когда это будет необходимо: «Мы полетим тогда, когда нам нужно будет. К сожалению, не через Украину».
Член Президиума Координационного совета белорусской оппозиции Павел Латушко на своей странице в «Твиттер» опубликовал послание в котором заявил: «Позиция демократических сил Беларуси: Лукашенко — не президент и все его заявления и решения стоит воспринимать, как юридически ничтожные. Мы убеждены, что Украине пора официально объявить о непризнании Лукашенко президентом Беларуси, выслать из Украины посла бывшего президента Беларуси, прекратить любое сотрудничество с непризнанным президентом и ввести жесткие экономические санкции… …Крым это Украина, Беларусь не Россия».
Министр иностранных дел Украины Дмитрий Кулеба заявил, что признание Белоруссией Крыма в составе России нанесёт непоправимый удар по украинско-белорусским отношениям: «Если Беларусь действительно признает незаконную оккупацию Крыма Россией, это нанесёт непоправимый удар по украинско-белорусским отношениям. Мы будем действовать по полной программе. Крым — это не тот вопрос, где мы позволяем себе воздержание».

### Экономическое сотрудничество
Украина — второй по совокупному объёму торговый партнёр Белоруссии, в том числе третий по уровню белорусского экспорта. Для Украины Белоруссия является пятым по объёму торговым партнёром. Двустороннее экономическое сотрудничество развивается прежде всего благодаря географической близости двух государств и взаимной заинтересованности в производимой продукции.
Основу белорусского экспорта составляет продукция машиностроения и химической промышленности, основу украинского экспорта — продукция металлургической, машиностроительной и пищевой промышленности, а также поставки электроэнергии. На территории Украины работает несколько совместных сборочных предприятий, наиболее крупное из них — предприятие по сборке тракторов МТЗ в Киеве; также работают предприятия по сборке другой сельскохозяйственной техники и лифтового оборудования.
До 2014 года Украина была крупным экспортёром электроэнергии в Белоруссию (2,4 млрд кВтч на 146,5 млн долл. в 2014 году, или около 2/3 импорта электроэнергии) и каменного угля, но к 2016 году эти показатели упали до нуля.
После 2014 года, по мере углубления российско-украинской санкционной войны, Белоруссия стала главным поставщиком удобрений на Украину. Также Белоруссия была главным поставщиком авиационного топлива Украине в период острой фазы конфликта на Донбассе, причём топливо поставлялось на условиях отсрочки платежа. Белоруссия с 2014 года начала массовые поставки на Украину машинокомплектов с МАЗа (далее, после сборки, машины продавались под маркой «Богдан»).
С другой стороны, Белоруссия стала шлюзом для ввоза в Россию запрещённых украинских товаров (под видом «сделанных в Белоруссии»); периодически, схема использовалась и в обратном направлении (например, поставки «белорусского» угля на Украину).
Товарооборот Белоруссии и Украины (экспорт на Украину и импорт с Украины; в млн USD):
В 2017 году крупнейшими позициями белорусского экспорта в Украину являлись:
- нефтепродукты (1820 млн долларов);
- сжиженный газ (203,9 млн долларов);
- кокс и битум нефтяные (137,8 млн долларов);
- смешанные минеральные удобрения (104,8 млн долларов);
- тракторы (73,4 млн долларов);
- грузовые автомобили (64,6 млн долларов);
- шины (49,4 млн долларов);
- азотные удобрения (47,5 млн долларов);
- полированное стекло (42,5 млн долларов);
- древесно-стружечные плиты (30,4 млн долларов);
- инсектициды и гебрициды (26 млн долларов);
- прутки из нелегированной стали (25,9 млн долларов);
- запчасти для автомобилей и тракторов (25,2 млн долларов);
- автобусы (21,6 млн долларов);
- холодильники, морозильники (20,4 млн долларов).

В 2017 году крупнейшими позициями украинского экспорта в Республику Беларусь являлись:
- отходы, полученные при извлечении растительных масел, за исключением соевого (107,3 млн долларов);
- соевые бобы (52,4 млн долларов);
- плоский прокат горячекатаный из нелегированной стали (46,5 млн долларов);
- говядина свежая или охлаждённая (31,6 млн долларов);
- галька, гравий, щебень (30,8 млн долларов);
- отходы, полученные при извлечении соевого масла (28 млн долларов);
- солодовый экстракт и готовые мучные и крупяные продукты (27,7 млн долларов);
- мебель (26,6 млн долларов);
- подсолнечное масло (21,1 млн долларов).

Поставки электроэнергии из Белоруссии на Украину.
Почётным консулом Украины в Республике Беларусь является белорусский бизнесмен Валентин Байко.

### Конфликты

#### 2019 год
В 2019 году белорусский олигарх Николай Воробей (предположительно, связанный с украинским олигархом Виктором Медведчуком) купил контрольный пакет украинского нефтепродуктопровода «Прикарпатзападтранс», но в феврале 2021 года Совет национальной безопасности и обороны Украины постановил национализировать это стратегическое предприятие. Воробей также пытался купить долю в украинской компании «Центрэнерго» и украинский БТА-банк, но оба раза ему отказывали в покупке акций.
В 2019 году Украина ввела заградительную пошлину на цемент, в 2020 г. появилась подобная пошлина на газобетонные блоки. В апреле 2020 года, со ссылкой на необходимость препятствовать пандемии, Украина до конца года запретила импорт белорусской электроэнергии.

#### 2020 год
После президентских выборов в Белоруссии 2020 года (которые Украина не признала), 26 апреля 2021 года были введены специальные пошлины в размере 35 % в отношении белорусских автобусов, грузовых и специальных автомобилей. После политических санкций Киева (прекращение авиасообщения в мае 2021, очередной запрет на импорт белорусской электроэнергии), 9 июня Совет министров РБ в ответ ограничил импорт трёх десятков видов товаров украинского происхождения (формально, в отношении этих товаров ввели разовое лицензирование сроком на полгода); под ограничения попали украинские кондитерские изделия, шоколад, соки, пиво, плиты ДСП и ДВП, обои, туалетная бумага и упаковка, кирпичи, керамические плитки, стеклянные ампулы, сельхозтехника для посева, стиральные машины и мебель.
Далее, торговые дома «МАЗ-Украина» и «Стрит Авто» (обе компании с белорусскими корнями) обратились в суд, где обжаловали решение о введении спецпошлин; в итоге окружной административный суд Киева постановил, что действия Межведомственной комиссии противоречат сразу нескольким положениям Договора о зоне свободной торговли.

#### 2022 год
24 февраля 2022 года Россия официально начала вторжение на Украину. Белоруссия предоставила для ВС РФ свою территорию, что было подтверждено властями страны. Белорусская сторона обвинила Украину в разрушении межгосударственных отношений и в периодическом вмешательстве в свои внутренние дела начиная с 2020 года. Отдельные военные и государственные деятели Украины неоднократно заявляли о прямом участии белорусской армии во вторжении. В свою очередь министерства обороны Белоруссии, России и США, а также офис президента Украины данную информацию опровергают.

## Договорная база
Между Белоруссией и Украиной заключено около 200 двусторонних международных договоров. Основные среди них:
- «Договор о дружбе, добрососедстве и сотрудничестве» (1995)
- «Соглашение о свободной торговле» (1992, изменения — 2006)[51]
- «Договор о государственной границе между Украиной и Республикой Беларусь» (подписан — май 1997, ратифицирован Украиной — июль 1997, ратифицирован Республикой Беларусь — апрель 2010)[52]